# Apilas
RAC 112
Le RAC 112 APILAS (Roquettes Anti-Char, 112; Armor-Piercing Infantry Light Arm System) est une arme antichar portable à un coup de 112 mm sans recul, distribuée pour la première fois aux forces françaises au milieu des années 1980, puis en service dans une quinzaine de pays. Fabriquée par GIAT Industries - aujourd'hui Nexter - et en service depuis 1985 dans l'Armée de terre française, utilisée conjointement avec le LRAC F1 lors d'un besoin supérieur de puissance de feu. La désignation militaire française est ROQ-EXPL-AC-112-F1.

## Historique
En 1978, en réponse à l'introduction des chars soviétiques de mieux en mieux blindés, tels que le T-72 et le T-80, le gouvernement français lance un appel d'offres à l'industrie de l'armement nationale pour une arme antichar d'infanterie beaucoup plus puissante que le LRAC F1 alors en service.
Il a pour concurrents en 1981 le DART 120 de la Société européenne de propulsion (produit de façon confidentielle) et le AC300 Jupiter de la Société Luchaire (qui ne sera pas produit en série).
L'Apilas étant finalement choisi en 1983 et entrant en service en 1985.
En 2006, plus de 120 000 unités avaient été produites.[réf. nécessaire]

## Description
L'APILAS est fourni dans un tube lanceur en fibre d'aramide avec une lunette de visée rétractable. La portée effective d'APILAS va de 25 m (il faut 25 m à la fusée pour s'armer) jusqu'à 300-500 m selon la cible. L'ogive à charge creuse est électriquement fondue et explosera à des angles d'impact allant jusqu'à 80 degrés. Il est simple à utiliser et possède une ogive à charge creuse relativement puissante. Avec un poids de 9,0 kg, l'APILAS est plus lourd que les autres armes antichars jetables à un coup en service dans les armées modernes. Bien que lourd, son projectile de 4,7 kg délivre une ogive à charge creuse de 1,5 kg, et l'APILAS est capable de percer 700 mm de blindage homogène laminé (BHL). C'est nettement plus que la plupart de ses concurrents au moment de sa sortie. L'APILAS est également capable de pénétrer plus de 2 m de béton.
Au sein de l'armée française, elle est classée comme « arme traumatique », en raison de son souffle et de son bruit. Un soldat français ne peut pas tirer plus de trois fois au cours de son service en temps de paix. Après le tir, seule la lunette est réutilisable, le reste étant détruit lors du tir. Un système de mine hors route a été développé à l'aide de la roquette APILAS montée sur un trépied à l'aide d'un ensemble de capteurs ou de fils-pièges.

## Utilisation

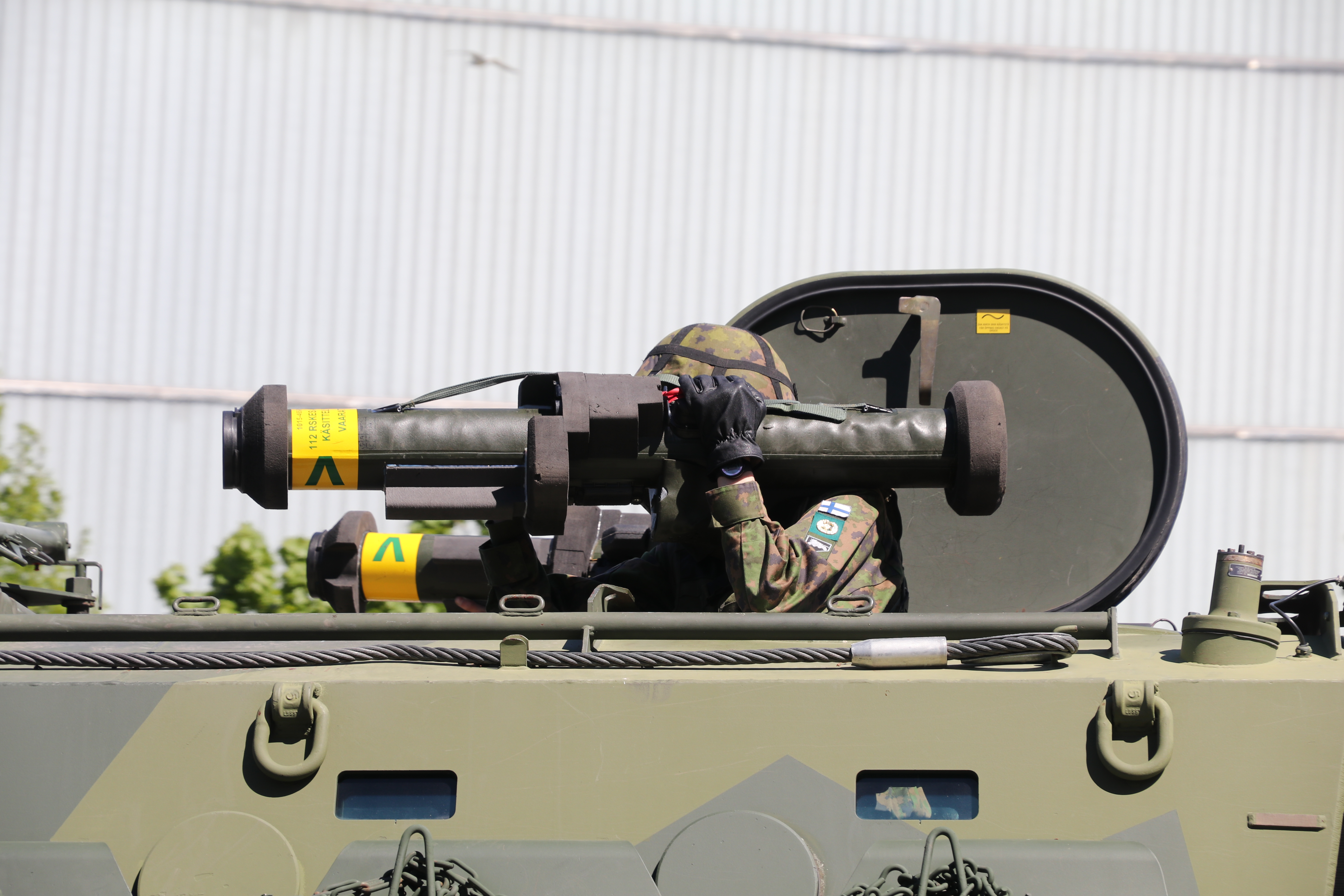
Un militaire finlandais avec un Apilas en 2017.

L'APILAS a été largement exporté : la France en commande 72 000 unités, l’Arabie saoudite, la Belgique, la Corée du Sud, l’Espagne, la Finlande, l’Italie, la Jordanie et Taïwan se sont portés acquéreurs. 84 000[Quoi ?] furent commandés en 1984 par l'Armée française pour remplacer les LRAC F1 jusqu'à l'adoption du missile à courte portée Eryx.
L'Afrique du Sud a également reçu des unités d'APILAS par un intermédiaire inconnu, ils furent utilisés lors de la bataille de Cuito Cuanavale. Le mouvement de guérilla angolais UNITA en dispose en 1989. Les rebelles syriens dans la province de Deraa ont été équipés. Certains ont été capturés par l'état islamique ou par l'armée arabe syrienne. À la suite de l'invasion de l'Ukraine par la Russie en 2022, les forces armées ukrainiennes reçoivent des dons d'armements occidentaux dont cette arme,.

## Spécifications
- Calibre : 112 mm
- Dimension 
  - Lanceur : 1,26 m
  - Projectile : 925 mm
- Masse : 
  - Total : 9 kg
  - Projectile : 4,3 kg
  - Lanceur : 4,7 kg

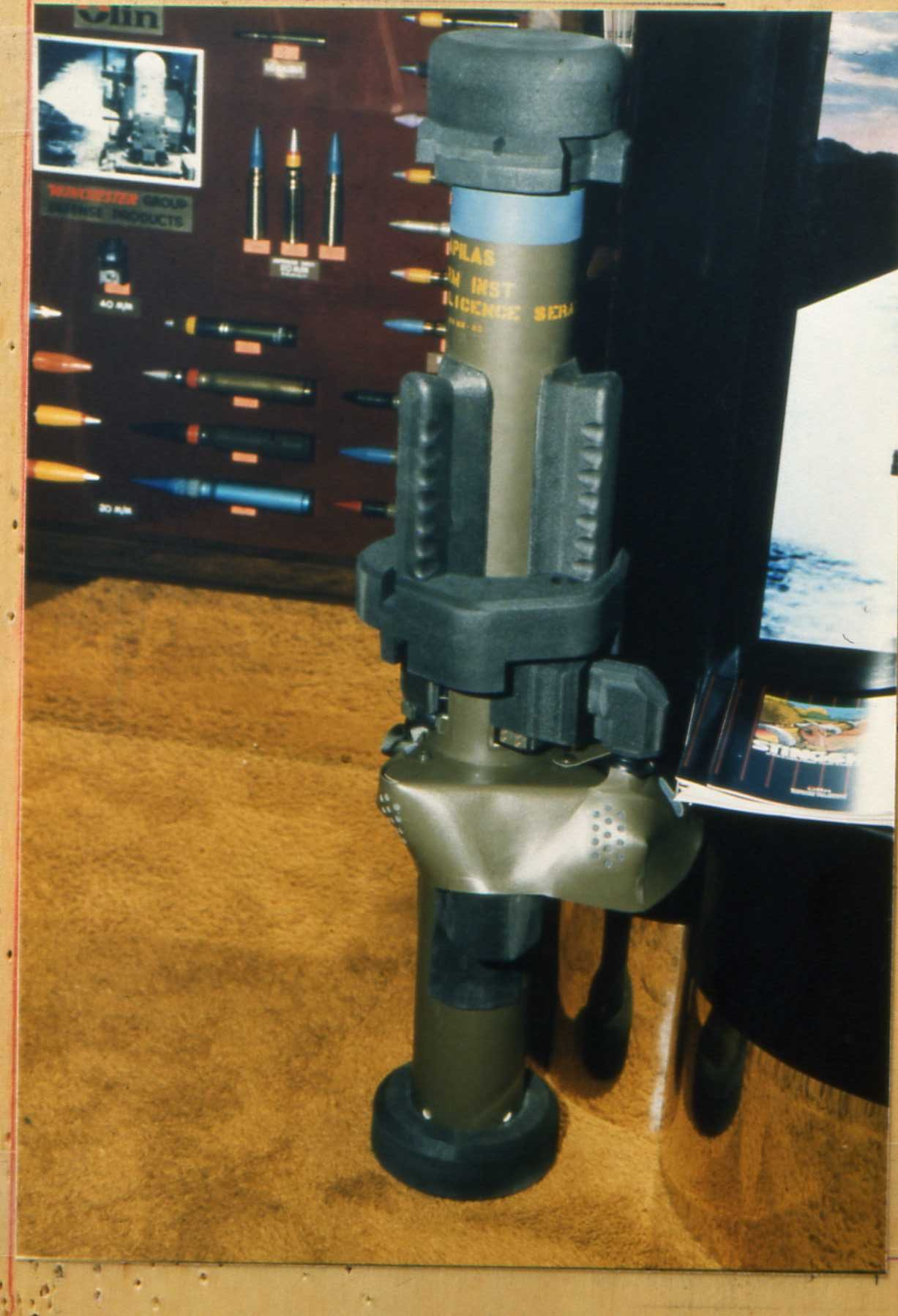
Un lance-roquette Apilas en 1988.

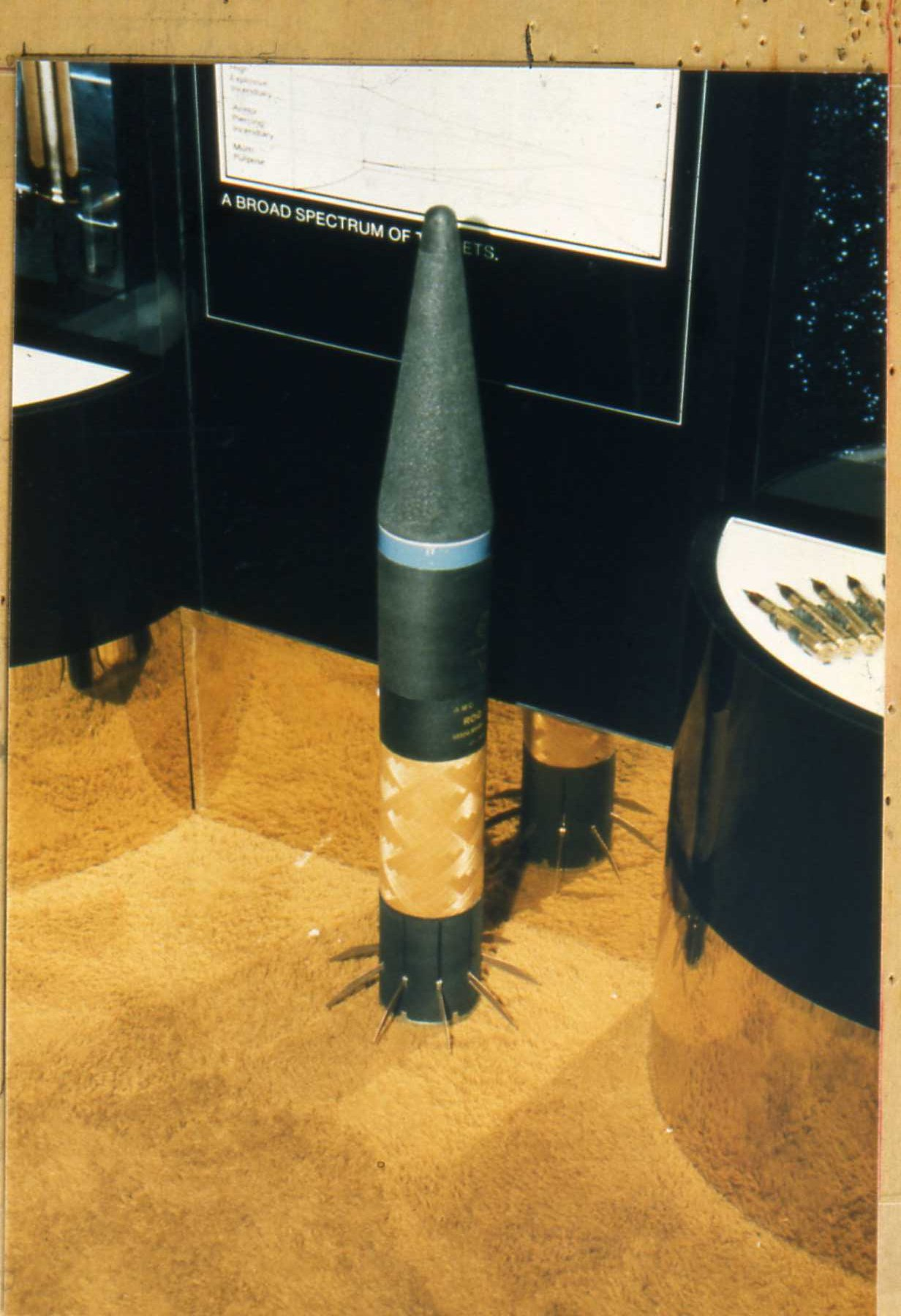
Une roquette pour Apilas en 1988.

- Portée : de 25 m à plus de 300 m (cible en mouvement) plus de 500 m (cible statique)
- Vélocité : 293 m/s
- Temps de vol pour 500 m : 1,9 s
- Tête militaire : charge creuse de 1,5 kg capable de pénétrer 720 mm d'acier ou 2 m de béton.

### Armes comparables
- AC300 Jupiter
- Panzerfaust 3
- RGW90 (MATADOR)
- M72 LAW
- AT4
- Instalaza C90
- Alcotán-100